# 布団叩き

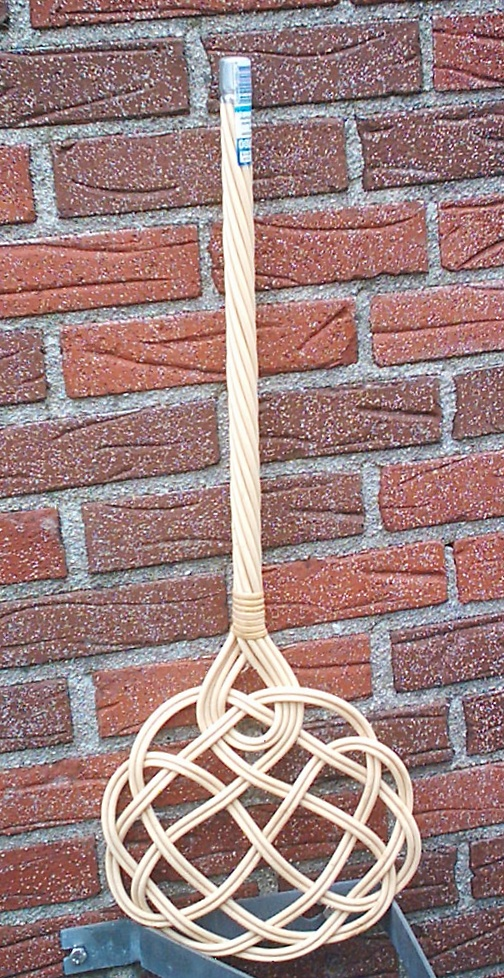
布団叩き

布団叩き（ふとんたたき）とは、テニスラケットのような形をした布団の手入れ道具である。他にも鞭、尻叩きなど、さまざまな呼び名があり、英語圏ではカーペットビーター (英語: Carpet beater)、カーペットクリーナー、ダストビーターなどと呼ばれている。
20世紀初頭から普及価格帯となり、庶民にも急速に広まって一般的に使用されるようになった。材料は木材やトウ、針金、プラスチックがよく使われる。特に安価な量産品は、針金とプラスチックが主流である。

## 用途
中央ヨーロッパでは、かつて親が子供へのしつけを行うための尻叩きとして、広く使用されていた。しかし1970年代からは、罰としての用途には使われなくなっていった。
21世紀現代の主な用途は、布団に付着したダニを払い落とすものである。使用方法は、持ち手部分を握って、先端の皿型部位で撫でるように扱う。一方で布団を叩くことは、布団を痛めたりダニが増えるなど逆効果だという主張もある。

この道具は、叩くという特性ゆえに騒音問題は避けられない。布団叩きの騒音被害を受けたとされる人物が被告側に民事裁判を起こし、100万円の賠償命令が下るなど無視できない実例もあるため、使用場所や時間帯に気を配る必要がある。